# إلدوي غوسوين
إلدوي غوسوين (بالفرنسية: Élodie Gossuin) (ولدت في 15 ديسمبر 1980) عارضة أزياء، مقدم إذاعية وتلفزيونية، وكاتبة وسياسية إقليمية فرنسية. انتخبت ملكة جمال بيكاردي 2000، ملكة جمال فرنسا 2001 (هي ملكة جمال فرنسا ال 72)، و ملكة جمال أوروبا 2001.كانت المتحدث باسم التصويت الفرنسي في مسابقة الأغنية الأوروبية من 2016 إلى 2018 وشاركت في استضافة مسابقة مسابقة الأغنية الأوروبية جونيور 2021 التي عقدت في باريس .

## روابط خارجية
- إلدوي غوسوين على موقع IMDb (الإنجليزية)
- إلدوي غوسوين على موقع قاعدة بيانات الفيلم (الإنجليزية)

- موقع إلودي غوسوين (بالفرنسية)